# Santanaraptor placidus
Santanaraptor placidus es la única especie conocida del género extinto  Santanaraptor  («rapaz de la Formación Santana») es un género de dinosaurio terópodo celurosauriano, que vivió a mediados del período Cretácico, hace aproximadamente 108 millones de años, en el Albiense, en lo que es hoy Sudamérica. Encontrado en la Formación Santana de Pernambuco, Piauí y Ceará cerca de poblado de Santana do camiri al noreste de Brasil. Fue un pequeño carnívoro de alrededor del 1,25 metros de largo y se basa en el holotipo MN 4802-V, un ejemplar juvenil, que consiste en tres vértebras 3 caudales con cheurón, isquion, fémur, tibia, fíbula, pie, y tejido suave. Los fósiles de tejido blando epidermis, fibras de músculos y posiblemente vasos sanguíneos. Estos proporcionan poca información sobre su apariencia general. Sin embargo, definitivamente era un celurosaurio , y algunos de sus detalles sugieren que podría ser un miembro de los tiranosauroides. Se presume que es similar a Dilong y Guanlong en que tenía brazos largos, manos con tres dedos y patas traseras delgadas. El nombre genérico proviene de la formación donde fue encontrada, particularmente abundante en pterosaurios y la especie,  Santanaraptor placidus, se la bautizo en honor  a Placido Cidade Nuvens fundador del Museo de Santana do Camiri.

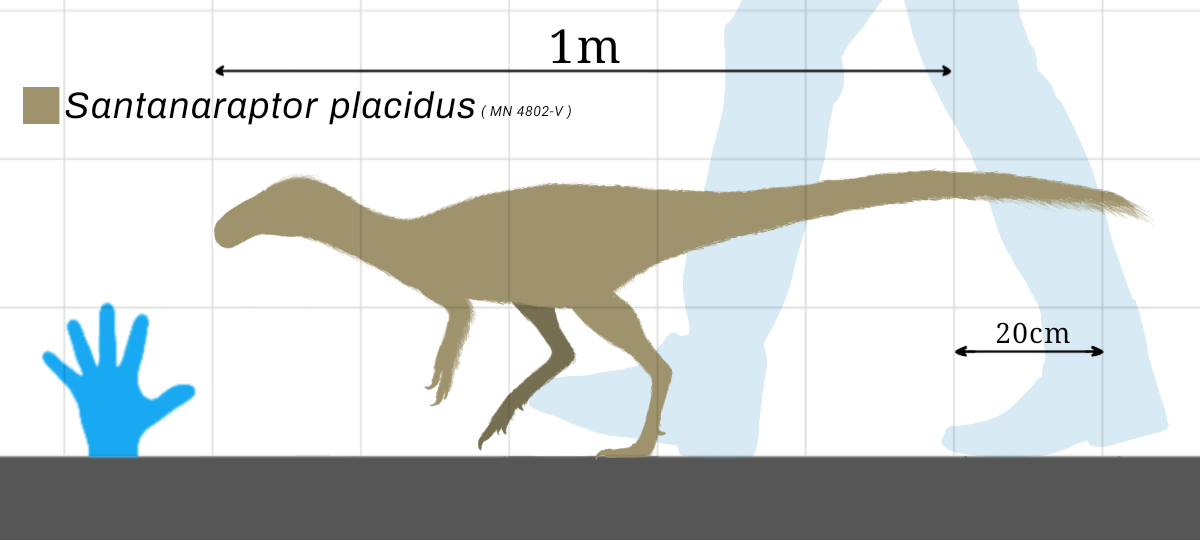
Comparación de tamaño.

La especie tipo es S. placidus, descrita por primera vez por Kellner en 1999. y originalmente considerada un maniraptor. Sin embargo hoy se lo considera un Coelurosauria basal debido a varias particularidades encontradas en el fémur. Santanaraptor debió haber estado  cercanamente relacionado con  Ornitholestes, un celurosauriano temprano del Jurásico superior, basados en similitudes del isquion, hueso de la pelvis.  Originalmente se pensó que Santanaraptor era un terópodo maniraptor cuando se descubrió por primera vez. Sin embargo, ahora se cree que es un celurosaurio basal basado en varias características presentes en el fémur. Santanaraptor fue considerado por Holtz en 2004 como el primer tiranosauroideo conocido de Gondwana, una conclusión a la que también llegó el estudio publicado por Delcourt y Grillo en 2018. Sin embargo, esta posición ha sido criticada, ya que los supuestos caracteres tiranosauroides están ampliamente distribuidos en Coelurosauria, y varios aspectos del pie son más similares a los noasáuridos.